# 名曲喫茶ネルケン
名曲喫茶ネルケン（めいきょくきっさネルケン）とは、東京都杉並区高円寺にある名曲喫茶である。

## 概要
店内でクラシック音楽を流す喫茶店。約4000枚のレコードと、約2000枚のCDを所持している。曲のリクエストを特に受け付けているわけではないが、店の奥の石組みのカウンターの中から店主の鈴木冨美子が客や店内の雰囲気に合わせて選曲をしており、じっと音楽に耳をすませている客がいるときには、水の音を立てないよう洗い物を中断したりしている。インタビューに対し鈴木は以下のように語っている。

## 店内の様子
「自分だけの世界で音楽を楽しんでほしい」という思いから、店内は木のパーテーションで細かく仕切られており、各テーブルが個室のようになっている。店内には様々な彫刻や絵画が飾られており、「画廊喫茶の先駆け的存在」とも言われている。なお、ドイツ語で「カーネーション（Nelken: 複数形）」を意味する店名通り、店内はカーネーションや季節の生け花、ドライフラワーで彩られており、入り口もゆずや山椒などの植物に囲まれている。また、音響を良くするため、少し高めの位置にスピーカーを設置している。
「純喫茶を愛する人たちの間では『完璧な空間』の代名詞として知られている」とされる。

## 沿革
幼少の頃よりクラシック音楽に親しんでいた鈴木傳太郎は、第二次世界大戦後の混乱した状況の中で「早く人々に心の平穏を取り戻してほしい」「音楽をきっかけにしてヨーロッパの文化芸術に親しんでほしい」という思いを抱き、同じく「これからは西洋文化を楽しむ時代だ」「クラシックは地味ですが、若い方から年配の方まで楽しめる年齢は幅広いでしょう」という思いを抱いた妻の鈴木冨美子とともに、1955年11月3日にネルケンを開業した。開業に際しては、ドイツ大使館にいた知人からアドバイスをもらった。また、場所については「住宅と店を兼ねられる場所」という条件で探したところ、現在の住所となった。なお、当時は木造二階建てが周囲で1番高い建物であった。
心静かにクラシック音楽を楽しんでもらうために照明をやや暗くしたが、「バーとの区別がつかない」と警官に詰め寄られたことがあり、その際は風俗店との違いを説明した。
建物はヨーロッパ建築の様式をベースとしながら、天井や壁、窓の位置やカーテンといった部分まで、「残響や音がこもらない」理想の音響を求めて設計された。具体的な工夫としては、全て違う材質で作られており意図的に凹凸がつけられている漆喰の壁や、吸音材の上に漆喰を塗った、楔を打っていない檜の木組みの天井、コンクリートを使わず石が敷き詰めてある床などが挙げられる。また、オリジナルの赤いビロードの椅子や木のテーブルは、「ロックのおしゃれな方たち」から譲ってほしいと言われたこともある。設計は建物も家具も全て傳太郎が行い、建設は宮大工が行なった。また、レコード棚も同時に制作してもらい、ウィレム・メンゲルベルクが指揮する『マタイ受難曲』の初版レコードなど、大切なLPを収めている。
ネルケンの音響に惹かれ、レコードを買うたびに「ここで聴きたい」と言って店に持ってくる客もおり、ピアニストのヴィルヘルム・ケンプのレコードを流したときには「これを録音させてください」と願い出る音大生が続出した。
なお、音の響きを良くするために天井を高くしたところ壁にスペースが空いたが、それに対し「ここに絵をかけてほしい」という要望があったため、壁面に絵を飾るようになった。個展等も行なっており、今までやきものや生け花、アイヌ刺繍、現代書道などの作品展が開催された。なお、店の扉の前に立つ女性の彫像は日本彫刻展の入選作品であり、この空間に置くのが1番いいと作者自身が言ったため、1978年から設置されている。

## 常連客
別役実や唐十郎といった有名人も来店しているが、店主である鈴木はどんなに著名な人であっても特別扱いせず、訪れる人たちに平等に接することをモットーとしている。また、絵画好きでもあった夫の傳太郎が、若い画家の個展をしばしば開催していたこともあって、昔から美大生や音大生もよく訪れており、美大生の作品を中心に無料で展示を受け付けている。なお、親子4代で訪れる客や、開店記念日の11月3日に花束を届ける客もいる。
再生機器を持っていない家庭が多く、人々が音楽を聴くために名曲喫茶やジャズ喫茶を訪れた時代から、レコードプレーヤーやウォークマンが普及した時代へと推移すると、その波に飲まれて閉店した店も多かったが、ネルケンに足を運ぶ人は「むしろ増えているかもしれない」と鈴木は語っている。
ちなみに、30年ぶりに店を訪れたことを告げる客に対して、鈴木は「最近ね」と応じている。

## メニュー
オリジナルコーヒーが一杯500円で、北欧で作られているイチゴジャムのついたロシアンティが530円。クレジットカード払いはできない。コーヒーは創業当時からネルドリップ方式を採用しており、豆は業者に焙煎方法を指示し、ブレンドは店で行なっている。なお、ネルは店主の鈴木の手縫いである。訪問客から売ってほしいと頼まれることもあるが、ネルケンだけの味を守るために断っている。
インタビューに対し鈴木は以下のように語っている。

## 使用機材
- スピーカー: ダイヤトーン[1]
- ターンテーブル: ソニー[1]

## アクセス・営業時間
- JR中央総武線高円寺駅徒歩5分[1]
- 11:00-22:00[1]
- 無休[1]
- 席数25[1]
- テーブル数11[3]